# U.S. Open 2025
US Open 2025 este cea de-a 145-a ediție US Open și al patrulea și ultimul Grand Slam al anului. Se desfășoară în perioada 24 august – 7 septembrie 2025, pe terenuri cu suprafață dură, în aer liber, la Centrul Național de Tenis USTA Billie Jean King din New York. Turneul este organizat de Federația Internațională de Tenis și Asociația de tenis din Statele Unite (USTA) în cadrul calendarelor circuitelor profesionale masculine ATP Tour 2024 și feminine WTA Tour 2024.
Jannik Sinner și Arina Sabalenka sunt campionii în exercițiu la simplu masculin, respectiv feminin. Aceasta va fi ultima ediție a turneului cu Stacey Allaster ca director.

## Ediția 145
Cea de-a 145-a ediție a US Open are loc între 24 august și 7 septembrie 2025 la Centrul Național de Tenis Billie Jean King, situat în Flushing Meadows–Corona Park din cartierul Queens din New York. Începând din 2020, se joacă pe suprafața dură Laykold.
Prima ediție a Grand Slamului de la New York a avut loc la Centrul Național de Tenis în 1978. În setul decisiv, dacă se ajunge la tiebreak, se joacă un super tiebreak de 10 puncte. Competițiile au loc pe 17 din cele 22 de terenuri ale complexului acoperit, arenele principale fiind: Arthur Ashe Stadium, Louis Armstrong Stadium și Grandstand Stadium.
Ca urmare a invaziei Rusiei în Ucraina la sfârșitul lunii februarie 2022, organismele de conducere ale tenisului, ATP, WTA și ITF, au decis că jucătorii de tenis ruși și belaruși pot continua să concureze în circuit, dar nu sub steagurile Rusiei și Belarusului.
Competițiile se desfășoară pe 17 din totalul de 22 de terenuri ale complexului interior, cu arenele principale Arthur Ashe Stadium, Louis Armstrong Stadium și Grandstand Stadium. Grand Slam-ul include competiții de simplu masculin și feminin cu 128 de jucători, dublu masculin și feminin cu 64 de perechi și un nou format de dublu mixt cu 16 perechi. De asemenea, se organizează competiții pentru juniori sub 18 ani în categoria Grade A (31 august – 6 septembrie). După o absență de un an, turneele pentru jucători în scaun cu rotile și tetraplegici din cadrul circuitului pentru persoane cu handicap UNIQLO Tour, incluse în categoria Grand Slam, s-au întors în complex (2-6 septembrie). Din sezonul 2022, trofeele sunt disputate și de juniorii în scaun cu rotile, cu opt participanți la simplu și patru perechi la dublu.
Pe toate terenurile, impactul mingilor este monitorizat de tehnologia numită Hawkeye „ochiul de șoim”. Sistemul electronic de arbitraj asigură raportarea în timp real. În Statele Unite ale Americii, drepturile de difuzare sunt deținute în exclusivitate de postul ESPN, care transmite întreaga serie US Open. ESPN a încheiat un contract pe unsprezece ani pentru perioada 2015-2026, în valoare de 825 de milioane de dolari. Pe teritoriul american, deține drepturile pentru trei dintre cele patru turnee de Grand Slam ale anului calendaristic, cu excepția French Open.

## Rezultate

### Simplu masculin
Pentru mai multe informații consultați US Open 2025 – Simplu masculin

### Simplu feminin
Pentru mai multe informații consultați US Open 2025 – Simplu feminin

### Dublu masculin
Pentru mai multe informații consultați US Open 2025 – Dublu masculin

### Dublu feminin
Pentru mai multe informații consultați US Open 2025 – Dublu feminin

### Dublu mixt
Pentru mai multe informații consultați US Open 2025 – Dublu mixt

## Distribuirea punctelor și a premiilor în bani

### Puncte
Mai jos sunt o serie de tabele pentru fiecare dintre competiții care arată punctele de clasare oferite pentru fiecare probă.
| Probă           | Câștigător | Finalist | Semifinalist | Sfertfinalist | Runda patru | Runda trei | Runda doi | Runda unu | Q   | Q3  | Q2  | Q1  |
| Simplu masculin | 2000       | 1200     | 720          | 360           | 180         | 90         | 45        | 10        | 25  | 16  | 8   | 0   |
| Dublu masculin  | 2000       | 1200     | 720          | 360           | 180         | 90         | 0         | N/A       | N/A | N/A | N/A | N/A |
| Simplu feminin  | 2000       | 1300     | 780          | 430           | 240         | 130        | 70        | 10        | 40  | 30  | 20  | 2   |
| Dublu feminin   | 2000       | 1300     | 780          | 430           | 240         | 130        | 10        | N/A       | N/A | N/A | N/A | N/A |

### Premii în bani
Premiul total în bani pentru US Open 2025 se ridică la 90 de milioane de dolari, cu 20% mai mult decât la ediția din 2024.
Campionii la simplu din 2025 vor primi fiecare 5.000.000 de dolari, o creștere de 38,89% față de premiul din anul precedent, în timp ce finaliștii vor primi 2.500.000 de dolari, de asemenea o creștere de 38,89%. Cei care pierd în prima rundă a tabloului principal vor câștiga 110.000 de dolari (cu 10% mai mult față de 2024), iar jucătorii care pierd în prima rundă a calificărilor vor primi 27.500 de dolari. În ansamblu, premiile în bani pentru toate rundele și evenimentele au înregistrat creșteri procentuale de două cifre, compensația totală crescând cu 113% din 2015.
| Probă       | Câștigător | Finalist   | Semifinalist | Sfertfinalist | Runda patru | Runda trei | Runda doi | Runda unu | Q3      | Q2      | Q1      |
| Simplu      | $5,000,000 | $2,500,000 | $1,260,000   | $660,000      | $400,000    | $237,000   | $154,000  | $110,000  | $57,200 | $41,800 | $27,500 |
| Dublu*      | $1,000,000 | $500,000   | $250,000     | $125,000      | $75,000     | $45,000    | $30,000   | N/A       | N/A     | N/A     | N/A     |
| Dublu mixt* | $1,000,000 | $400,000   | $200,000     | $100,000      | $20,000     | N/A        | N/A       | N/A       | N/A     | N/A     | N/A     |

* per echipă